# 特莎·切普卢恰
特莎·切普卢恰（英語：Tessa Cieplucha，1998年9月24日—），加拿大女子游泳运动员，2019年泛美运动会女子400米个人混合泳金牌得主、2021年世界短池游泳锦标赛女子400米个人混合泳和女子4×200米自由泳接力金牌得主。